# Per-Ola Lindberg
Per-Ola Lindberg, född 24 mars 1940 i Kalmar, död 19 december 2022, var en svensk simmare. Han tävlade för SK Neptun.
Lindberg tävlade i två grenar för Sverige vid olympiska sommarspelen 1960 i Rom. Vid olympiska sommarspelen 1964 i Tokyo tävlade han i två grenar. 
1959 tilldelades Lindberg Stora grabbars märke. Vid Europamästerskapen i simsport 1962 tog han guld på 4 x 200 meter frisim, silver på 100 meter frisim och brons på 4 x 100 meter frisim. Lindberg blev amerikansk universitetsmästare på 100 yards frisim 1963.